# Sean Frye
Sean Anthony Frye, född 16 september 1966 i Hollywood, Kalifornien, är en amerikansk skådespelare. Hans mest kända roll är Steve i filmen E.T. the Extra-Terrestrial. Han är son till skådespelaren Virgil Frye samt halvbror till skådespelerskan Soleil Moon Frye.